# Панівецький замок
Панівецький замок — замок у селі Панівці Вищі над Смотричем. Крім того були також Панівці Нижні.

## Історія

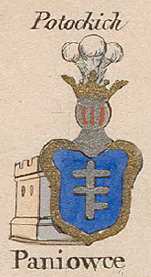
Панівецький замок на мапі Зигмунда Герстмана

Панівці Вищі заложив староста генеральний подільський Миколай Потоцький.
Його син — брацлавський воєвода Ян Потоцький — розпочав будувати у 1580-х роках у Верхніх Панівцях великий оборонний замок. Твердиню закінчили зводити у 1590 році; вона мала товсті стіни, великі підземелля та глибокі рови. Панівці на той час мали статус міста.
Ян Потоцький був кальвіністом, відомим реформатором, заклав при замку кальвіністську друкарню, школу з академією. Академія мала кільки класів: Теософький, Філософський, Гуманістичний. На початку 17 ст. ректором був Бальцер Панкратіус, професором Самуель Пельцель. Друкарня, що була закладена 1600 року, у 1611 через смерть Яна Потоцького була закрита. Друкарня була перенесена до Баранова (чи Баранува). Керівником друкарні був Лаврін (Вавжинець) Малахович. Видання цієї друкарні на сьогоднішній час вважаються бібліографічною рідкістю.
Ян Потоцький героїчно загинув у Смоленській битві. Його дружина — католичка Вікторія Каменецька поховала прах чоловіка в каплиці замку. Панівці перейшли до його небожа (сина брата Анджея) Станіслава «Ревери» Потоцького, який науками не цікавився. Він закрив академію та друкарню і помістив там кінні стайні.
1621 року Султан Осман II під час Хотинської битви, роздратований невдалим боєм, послав окремий загін, щоб знищити та пограбувати Панівецький замок, але замок зумів оборонитися.
1633 року 50 — тисячна турецька армія знову безуспішно намагалася здобути замок.
1652 року замок здався Богдану Хмельницькому. Комендант та залога були знищені.

Пилява

1672 року за Бучацьким мирним договором, Панівський замок відходив до Туреччини. Турки застали вже зруйнований замок. Пізніші власники мало дбали про замок, він почав занепадати.
Познанський, київський воєвода Станіслав Потоцький продав замок генерал-лейтенанту військ коронних Павлові Старжинському.

## Галерея

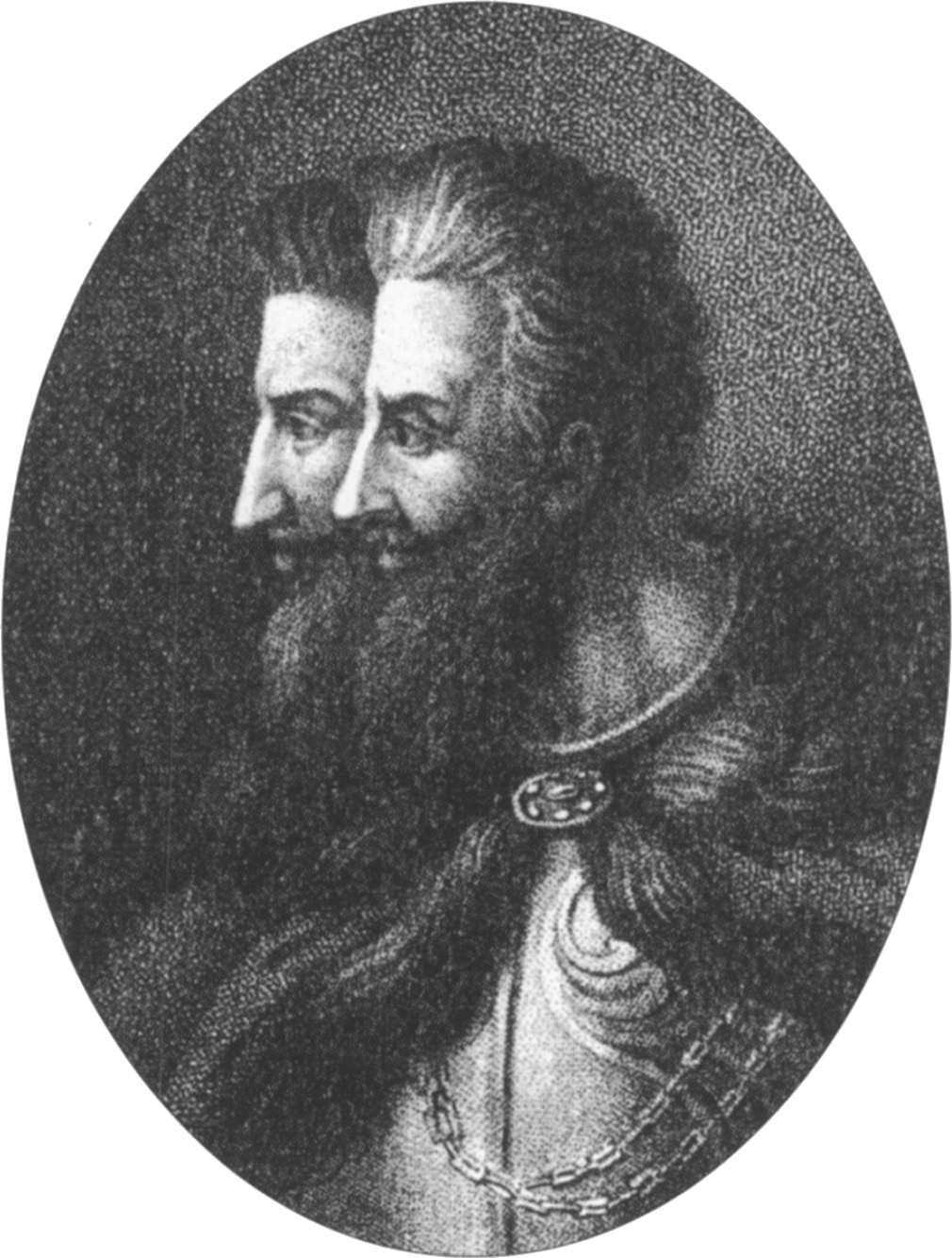
Ян та Якуб Потоцькі
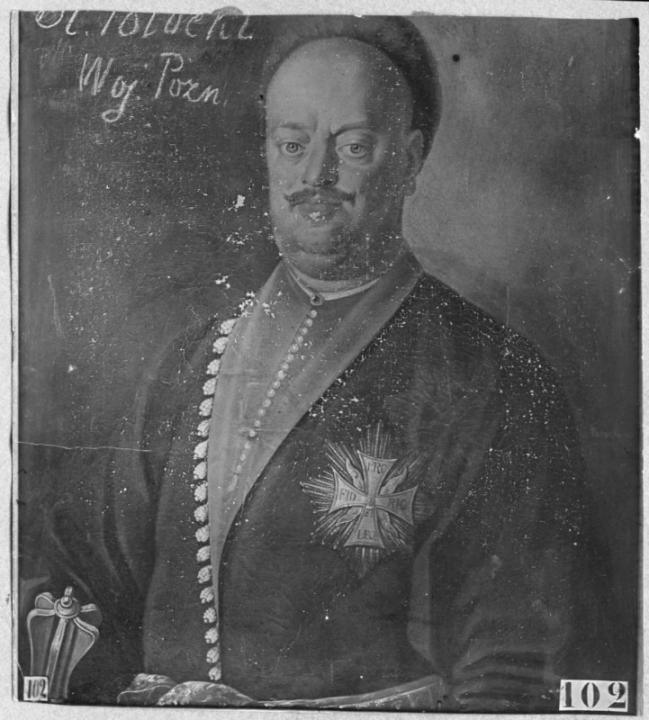
Станіслав Потоцький
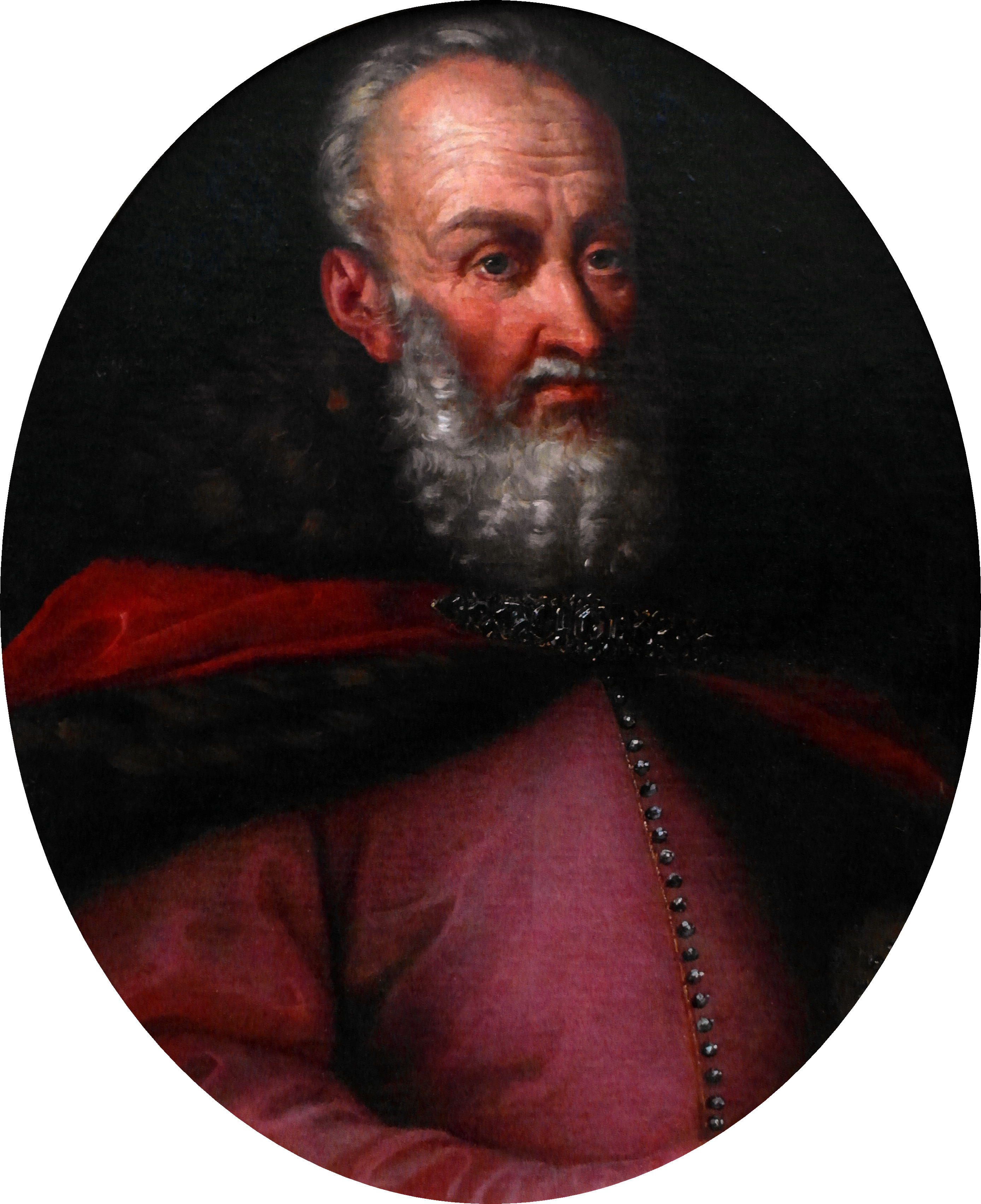
Станіслав «Ревера» Потоцький